# Olgun, Olur
Olgun là một xã thuộc huyện Olur, tỉnh Erzurum, Thổ Nhĩ Kỳ. Dân số thời điểm năm 2011 là 82 người.